# گوستاو ترووه
 گوستاو ترووه (انگلیسی: Gustave Trouvé؛ زاده ۲ ژانویهٔ ۱۸۳۹ درگذشته ۱۹۰۲) یک فیزیک‌دان، مخترع، و مهندس برق اهل فرانسه بود.